# Telgt
Telgt is een buurtschap in de gemeente Ermelo, in de Nederlandse provincie Gelderland. De buurtschap en het omringende gebied, heeft 860 inwoners (2004).
Telgt ligt iets ten zuiden van de buurtschap Horst, de grens wordt gevormd door de Horstsche Beek, en iets ten westen van Ermelo. Telgt ligt in een landelijke omgeving.

## Geboren
- Barend Toes (1892-1973), gereformeerd predikant

Dorpen: Ermelo

Buurtschappen: De Beek · Drie · Horst · Houtdorp · Leuvenum · Nieuw Groevenbeek · Oud Groevenbeek · Speuld · Staverden · Telgt · Tonsel

Gelderland: Steden en dorpen in Gelderland      Nederland: Provincies · Gemeenten